# Авангард-2 (футбольный клуб, Краматорск)
«Авангард-2» (укр. «Авангард-2») — украинский футбольный клуб из Краматорска (Донецкая область). Основан в 2019 году, как фарм-клуб ФК «Авангард». В сезоне 2019/20 выступал во Второй лиге Украины.

## История
Клуб был сформирован в 2019 году как фарм-клуб ФК «Авангард», выступающего в первой лиге Украины. Команда создана на базе ФК «Авангард U-19», которая под руководством Алексея Городова на протяжении 2018/19 сезона выступала в ДЮФЛ Украины.
Возглавил новосозданную команду недавний экс-игрок «Авангарда» Александр Иващенко. Клуб начал готовиться к премьерному сезону во второй лиге чемпионата Украины в соседнем Славянске, где тренировался на стадионе «Химик», который в свою очередь одновременно являлся и резервной ареной.

## Статистика выступлений
| Сезон   | Чемпионат Украины | Чемпионат Украины | Чемпионат Украины | Чемпионат Украины | Чемпионат Украины | Чемпионат Украины | Чемпионат Украины | Чемпионат Украины | Чемпионат Украины | Кубок Украины |
| Сезон   | Лига, этап        | Лига, этап        | Место             | Игры              | В                 | Н                 | П                 | РМ                | Очки              | Кубок Украины |
| 2019/20 | Вторая            | Группа Б          | 10                | 20                | 3                 | 5                 | 12                | 15−38             | 14                | —             |